# Neuvième district congressionnel de l'Ohio
Le 9e district congressionnel de l'Ohio est représenté par la Représentante Démocrate Marcy Kaptur depuis 1983. C'était l'un des cinq districts qui auraient voté pour Donald Trump à l'élection présidentielle de 2020 s'ils avaient existé dans leur configuration actuelle tout en étant remportés ou détenus par un Démocrate en 2022.
Ce district est situé dans la partie nord-ouest de l'État, à la frontière du Michigan, de l'Indiana et de l'Ontario, au Canada (via le Lac Érié), et comprend la totalité des comtés de Defiance, Williams, Fulton, Lucas, Ottawa, Sandusky et Erie, ainsi qu'une partie du nord du comté de Wood.
L'itération précédente du 9e district s'étendait le long du Lac Érié de Toledo à Cleveland et était appelé « le serpent au bord du lac » en raison de son apparence longue et maigre sur la carte. Les deux parties du district n'étaient reliées que par le Thomas Edison Memorial Brigde entre les comtés d'Érié et d'Ottawa, ainsi que par le Crane Creek State Park. Certains démocrates de l'Ohio ont fait valoir que lorsque la plage était inondée, le district n'était pas contigu.
C'était l'un des nombreux districts contestés dans le cadre d'un procès intenté en 2018 visant à renverser la carte congressionnelle de l'Ohio, la qualifiant de gerrymandering inconstitutionnel. Selon le procès, le 9e « se fraye un chemin à travers la frontière sud du lac Érié » tout en fragmentant Cleveland et Toledo. En 2019, la Cour suprême a refusé d'entendre l'affaire, ce qui signifie que les districts congressionnels de l'Ohio, y compris le district 9, n'auraient pas besoin d'être redessinés.

## Géographie
Tout ou une partie de dix villes (dont la population est de plus de 5 000 habitants) sont dans le district.
Les plus grandes villes représentées dans le district sont :
- Toledo, 270 871
- Sandusky, 25 095
- Perrysburg, 25 041
- Oregon, 19 950
- Sylvania, 19 011
- Fremont, 15 930
- Maumee, 13 896

## Historique de vote

### Résultats sous les frontières actuelles (depuis 2023)[7]
| Année | Poste      | Résultats              |
| ----- | ---------- | ---------------------- |
| 2012  | Président  | Obama 57,5 % - 40,7 %  |
| 2016  | Président  | Trump 47,7 % - 46,8 %  |
| 2020  | Président  | Trump 50,6 % - 47,7 %  |
| 2022  | Sénat      | Ryan 50,2 % - 49,8 %   |
| 2022  | Gouverneur | DeWine 63,0 % - 37,0 % |

## Liste des Représentants du district
| Membre                         | Parti                            | Années                          | Congrès       | Histoire électorale |
| ------------------------------ | -------------------------------- | ------------------------------- | ------------- | --- |
| District établi le 4 mars 1823 |                                  |                                 |               | |
| Philemon Beecher (en)          | Républicain-Démocrate Adams-Clay | 4 mars 1823 - 3 mars 1825       | 18e - 20e     | Élu en 1822. Réélu en 1824. Réélu en 1826. Perd sa réélection. |
| Philemon Beecher (en)          | Anti-Jacksonien                  | 4 mars 1825 - 3 mars 1829       | 18e - 20e     | Élu en 1822. Réélu en 1824. Réélu en 1826. Perd sa réélection. |
| William W. Irvin (en)          | Jacksonien (en)                  | 4 mars 1829 - 3 mars 1833       | 21e , 22e     | Élu en 1828. Réélu en 1830. |
| John Chaney (en)               | Jacksonien (en)                  | 4 mars 1833 - 3 mars 1837       | 23e - 25e     | Élu en 1832. Réélu en 1834. Réélu en 1836. |
| John Chaney (en)               | Démocrate                        | 4 mars 1837 - 3 mars 1839       | 23e - 25e     | Élu en 1832. Réélu en 1834. Réélu en 1836. |
| William Medill (en)            | Démocrate                        | 4 mars 1839 - 3 mars 1843       | 26e , 27e     | Élu en 1838. Réélu en 1840. |
| Elias Florence (en)            | Whig                             | 4 mars 1843 - 3 mars 1845       | 28e           | Élu en 1843. |
| Augustus L. Perrill (en)       | Démocrate                        | 4 mars 1845 - 3 mars 1847       | 29e           | Élu en 1844. |
| Thomas O. Edwards (en)         | Whig                             | 4 mars 1847 - 3 mars 1849       | 30e           | Élu en 1846. |
| Edson B. Olds (en)             | Démocrate                        | 4 mars 1849 - 3 mars 1853       | 31e , 32e     | Élu en 1848. Réélu en 1850. Redécoupage vers le 12e district. |
| Frederick W. Green (en)        | Démocrate                        | 4 mars 1853 - 3 mars 1855       | 33e           | Redécoupage depuis le 6e district et réélu en 1852. |
| Cooper K. Watson (en)          | Opposition Party (en)            | 4 mars 1855 - 3 mars 1857       | 34e           | Élu en 1854. |
| Lawrence W. Hall (en)          | Démocrate                        | 4 mars 1857 - 3 mars 1859       | 35e           | Élu en 1856. |
| John Carey (en)                | Républicain                      | 4 mars 1859 - 3 mars 1861       | 36e           | Élu en 1858. |
| Warren P. Noble (en)           | Démocrate                        | 4 mars 1861 - 3 mars 1865       | 37e , 38e     | Élu en 1860. Réélu en 1862. |
| Ralph P. Buckland (en)         | Républicain                      | 4 mars 1865 - 3 mars 1869       | 39e , 40e     | Élu en 1864. Réélu en 1866. |
| Edward F. Dickinson (en)       | Démocrate                        | 4 mars 1869 - 3 mars 1871       | 41e           | Élu en 1868. |
| Charles Foster                 | Républicain                      | 4 mars 1871 - 3 mars 1873       | 42e           | Élu en 1870. Redécoupage depuis le 10e district. |
| James W. Robinson (en)         | Républicain                      | 4 mars 1873 - 3 mars 1875       | 43e           | Élu en 1872. |
| Earley F. Poppleton (en)       | Démocrate                        | 4 mars 1875 - 3 mars 1877       | 44e           | Élu en 1874. |
| John S. Jones (en)             | Républicain                      | 4 mars 1877 - 3 mars 1879       | 45e           | Élu en 1876. |
| George L. Converse (en)        | Démocrate                        | 4 mars 1879 - 3 mars 1881       | 46e           | Élu en 1878. Redécoupage vers le 12e district. |
| James S. Robinson (en)         | Républicain                      | 4 mars 1881 - 12 janvier 1885   | 47e , 48e     | Élu en 1880. Réélu en 1882. Démissionne pour devenir Secrétaire d'État de l'Ohio. |
| Vacant                         | Vacant                           | 12 janvier 1885 - 3 mars 1885   | 48e           | |
| William C. Cooper (en)         | Républicain                      | 4 mars 1885 - 3 mars 1891       | 49e - 51e     | Élu en 1884. Réélu en 1886. Réélu en 1888. |
| Joseph H. Outhwaite (en)       | Démocrate                        | 4 mars 1891 - 3 mars 1893       | 52e           | Redécoupage depuis le 13e district et réélu en 1890. Redécoupage vers le 12e district. |
| Byron F. Ritchie (en)          | Démocrate                        | 4 mars 1893 - 3 mars 1895       | 53e           | Élu en 1892. |
| James H. Southard (en)         | Républicain                      | 4 mars 1895 - 3 mars 1907       | 54e - 59e     | Élu en 1894. Réélu en 1896. Réélu en 1898. Réélu en 1900. Réélu en 1902. Réélu en 1904. |
| Isaac R. Sherwood (en)         | Démocrate                        | 4 mars 1907 - 3 mars 1921       | 60e - 66e     | Élu en 1906. Réélu en 1908. Réélu en 1910. Réélu en 1912. Réélu en 1914. Réélu en 1916. Réélu en 1918. Perd sa réélection. |
| William W. Chalmers (en)       | Républicain                      | 4 mars 1921 - 3 mars 1923       | 67e           | Élu en 1920. Perd sa réélection. |
| Isaac R. Sherwood (en)         | Démocrate                        | 4 mars 1923 - 3 mars 1925       | 68e           | Élu en 1922. Perd sa réélection. |
| William W. Chalmers (en)       | Républicain                      | 4 mars 1925 - 3 mars 1931       | 69e - 71e     | Élu en 1924. Réélu en 1926. Réélu en 1928. Perd sa renomination. |
| Wilbur M. White (en)           | Républicain                      | 4 mars 1931 - 3 mars 1933       | 72e           | Élu en 1930. Perd sa réélection. |
| Warren J. Duffey (en)          | Démocrate                        | 4 mars 1933 - 7 juillet 1936    | 73e , 74e     | Élu en 1932. Réélu en 1934. Décès. |
| Vacant                         | Vacant                           | 7 juillet 1936 - 3 janvier 1937 | 74e           | |
| John F. Hunter (en)            | Démocrate                        | 3 janvier 1937 - 3 janvier 1943 | 75e - 77e     | Élu en 1936. Réélu en 1938. Réélu en 1940. Perd sa réélection. |
| Homer A. Ramey (en)            | Républicain                      | 3 janvier 1943 - 3 janvier 1949 | 78e - 80e     | Élu en 1942. Réélu en 1944. Réélu en 1946. Perd sa réélection. |
| Thomas Henry Burke (en)        | Démocrate                        | 3 janvier 1949 - 3 janvier 1951 | 81e           | Élu en 1948. Perd sa réélection. |
| Frazier Reams (en)             | Indépendant                      | 3 janvier 1951 - 3 janvier 1955 | 82e , 83e     | Élu en 1950. Réélu en 1952. Perd sa réélection. |
| Thomas L. Ashley               | Démocrate                        | 3 janvier 1955 - 3 janvier 1981 | 84e - 96e     | Élu en 1954. Réélu en 1956. Réélu en 1958. Réélu en 1960. Réélu en 1962. Réélu en 1964. Réélu en 1966. Réélu en 1968. Réélu en 1970. Réélu en 1972. Réélu en 1974. Réélu en 1976. Réélu en 1978. Perd sa réélection. |
| Ed Weber (en)                  | Républicain                      | 3 janvier 1981 - 3 janvier 1983 | 97e           | Élu en 1980. Perd sa réélection. |
| Marcy Kaptur                   | Démocrate                        | 3 janvier 1983 - Présent        | 98e - Présent | Élue en 1982. Réélue en 1984. Réélue en 1986. Réélue en 1988. Réélue en 1990. Réélue en 1992. Réélue en 1994. Réélue en 1996. Réélue en 1998. Réélue en 2000. Réélue en 2002. Réélue en 2004. Réélue en 2006. Réélue en 2008. Réélue en 2010. Réélue en 2012. Réélue en 2014. Réélue en 2016. Réélue en 2018. Réélue en 2020. Réélue en 2022. Réélue en 2024. |

## Résultats des récentes élections
Voici les résultats des dix précédents cycles électoraux dans le district.

## Frontières historiques du district

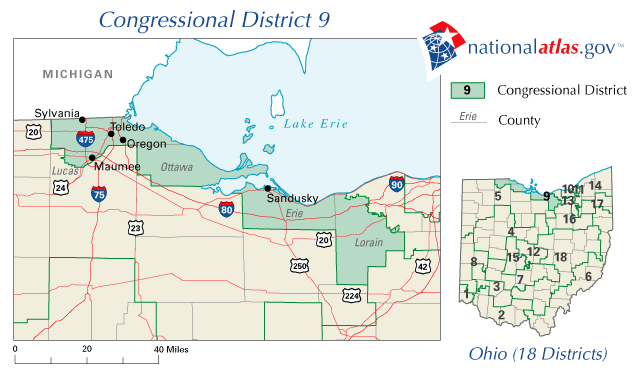
2003 - 2013

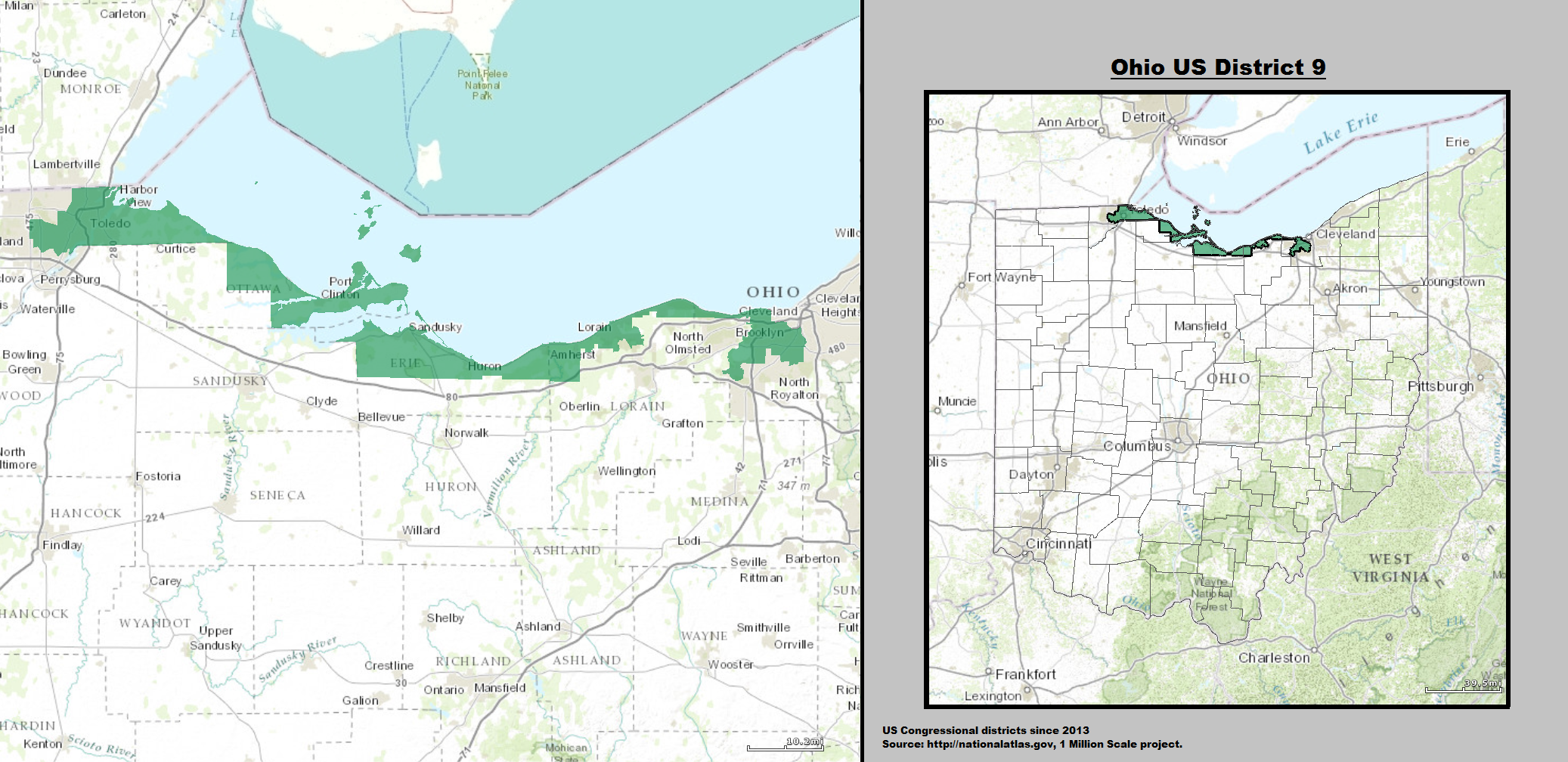
2013 - 2023

### 2004
| Élection de 2004 du 9e district congressionnel de l'Ohio | Élection de 2004 du 9e district congressionnel de l'Ohio | Élection de 2004 du 9e district congressionnel de l'Ohio | Élection de 2004 du 9e district congressionnel de l'Ohio | Élection de 2004 du 9e district congressionnel de l'Ohio |
| -------------------------------------------------------- | -------------------------------------------------------- | -------------------------------------------------------- | -------------------------------------------------------- | -------------------------------------------------------- |
| Parti                                                    | Parti                                                    | Candidat                                                 | Votes                                                    | %                                                        |
|                                                          | Démocrate                                                | Marcy Kaptur (sortante)                                  | 205 149                                                  | 68,1                                                     |
|                                                          | Républicain                                              | Larry A. Kaczala                                         | 95 983                                                   | 31,9                                                     |
| Total des votes                                          | Total des votes                                          | Total des votes                                          | 301 132                                                  | 100 %                                                    |
|                                                          | Les Démocrates conservent                                |                                                          |                                                          |                                                          |

### 2006
| Élection de 2006 du 9e district congressionnel de l'Ohio | Élection de 2006 du 9e district congressionnel de l'Ohio | Élection de 2006 du 9e district congressionnel de l'Ohio | Élection de 2006 du 9e district congressionnel de l'Ohio | Élection de 2006 du 9e district congressionnel de l'Ohio |
| -------------------------------------------------------- | -------------------------------------------------------- | -------------------------------------------------------- | -------------------------------------------------------- | -------------------------------------------------------- |
| Parti                                                    | Parti                                                    | Candidat                                                 | Votes                                                    | %                                                        |
|                                                          | Démocrate                                                | Marcy Kaptur (sortante)                                  | 153 880                                                  | 73,6                                                     |
|                                                          | Républicain                                              | Bradley S. Leavitt                                       | 55 119                                                   | 26,4                                                     |
| Total des votes                                          | Total des votes                                          | Total des votes                                          | 208 999                                                  | 100 %                                                    |
|                                                          | Les Démocrates conservent                                |                                                          |                                                          |                                                          |

### 2008
| Élection de 2008 du 9e district congressionnel de l'Ohio | Élection de 2008 du 9e district congressionnel de l'Ohio | Élection de 2008 du 9e district congressionnel de l'Ohio | Élection de 2008 du 9e district congressionnel de l'Ohio | Élection de 2008 du 9e district congressionnel de l'Ohio |
| -------------------------------------------------------- | -------------------------------------------------------- | -------------------------------------------------------- | -------------------------------------------------------- | -------------------------------------------------------- |
| Parti                                                    | Parti                                                    | Candidat                                                 | Votes                                                    | %                                                        |
|                                                          | Démocrate                                                | Marcy Kaptur (sortante)                                  | 222 054                                                  | 74,4                                                     |
|                                                          | Républicain                                              | Bradley S. Leavitt                                       | 76 512                                                   | 25,6                                                     |
| Total des votes                                          | Total des votes                                          | Total des votes                                          | 298 566                                                  | 100 %                                                    |
|                                                          | Les Démocrates conservent                                |                                                          |                                                          |                                                          |

### 2010
| Élection de 2010 du 9e district congressionnel de l'Ohio | Élection de 2010 du 9e district congressionnel de l'Ohio | Élection de 2010 du 9e district congressionnel de l'Ohio | Élection de 2010 du 9e district congressionnel de l'Ohio | Élection de 2010 du 9e district congressionnel de l'Ohio |
| -------------------------------------------------------- | -------------------------------------------------------- | -------------------------------------------------------- | -------------------------------------------------------- | -------------------------------------------------------- |
| Parti                                                    | Parti                                                    | Candidat                                                 | Votes                                                    | %                                                        |
|                                                          | Démocrate                                                | Marcy Kaptur (sortante)                                  | 121 819                                                  | 59,4                                                     |
|                                                          | Républicain                                              | Rich Lott                                                | 83 423                                                   | 40,6                                                     |
| Total des votes                                          | Total des votes                                          | Total des votes                                          | 205 242                                                  | 100 %                                                    |
|                                                          | Les Démocrates conservent                                |                                                          |                                                          |                                                          |

### 2012
| Élection de 2012 du 9e district congressionnel de l'Ohio | Élection de 2012 du 9e district congressionnel de l'Ohio | Élection de 2012 du 9e district congressionnel de l'Ohio | Élection de 2012 du 9e district congressionnel de l'Ohio | Élection de 2012 du 9e district congressionnel de l'Ohio |
| -------------------------------------------------------- | -------------------------------------------------------- | -------------------------------------------------------- | -------------------------------------------------------- | -------------------------------------------------------- |
| Parti                                                    | Parti                                                    | Candidat                                                 | Votes                                                    | %                                                        |
|                                                          | Démocrate                                                | Marcy Kaptur (sortante)                                  | 217 771                                                  | 73,0                                                     |
|                                                          | Républicain                                              | Samuel Wurzelbacher                                      | 68 668                                                   | 23,0                                                     |
|                                                          | Libertarien                                              | Sean Stipe                                               | 11 725                                                   | 3,9                                                      |
| Total des votes                                          | Total des votes                                          | Total des votes                                          | 298 164                                                  | 100 %                                                    |
|                                                          | Les Démocrates conservent                                |                                                          |                                                          |                                                          |

### 2014
| Élection de 2014 du 9e district congressionnel de l'Ohio | Élection de 2014 du 9e district congressionnel de l'Ohio | Élection de 2014 du 9e district congressionnel de l'Ohio | Élection de 2014 du 9e district congressionnel de l'Ohio | Élection de 2014 du 9e district congressionnel de l'Ohio |
| -------------------------------------------------------- | -------------------------------------------------------- | -------------------------------------------------------- | -------------------------------------------------------- | -------------------------------------------------------- |
| Parti                                                    | Parti                                                    | Candidat                                                 | Votes                                                    | %                                                        |
|                                                          | Démocrate                                                | Marcy Kaptur (sortante)                                  | 108 870                                                  | 67,7                                                     |
|                                                          | Républicain                                              | Richard May                                              | 51 704                                                   | 32,2                                                     |
|                                                          | Indépendant                                              | Cory Hoffman (write-in)                                  | 112                                                      | 0,1                                                      |
|                                                          | Indépendant                                              | George A. Skalsky                                        | 29                                                       | 0,0                                                      |
| Total des votes                                          | Total des votes                                          | Total des votes                                          | 160 715                                                  | 100 %                                                    |
|                                                          | Les Démocrates conservent                                |                                                          |                                                          |                                                          |

### 2016
| Élection de 2016 du 9e district congressionnel de l'Ohio | Élection de 2016 du 9e district congressionnel de l'Ohio | Élection de 2016 du 9e district congressionnel de l'Ohio | Élection de 2016 du 9e district congressionnel de l'Ohio | Élection de 2016 du 9e district congressionnel de l'Ohio |
| -------------------------------------------------------- | -------------------------------------------------------- | -------------------------------------------------------- | -------------------------------------------------------- | -------------------------------------------------------- |
| Parti                                                    | Parti                                                    | Candidat                                                 | Votes                                                    | %                                                        |
|                                                          | Démocrate                                                | Marcy Kaptur (sortante)                                  | 193 966                                                  | 68,7                                                     |
|                                                          | Républicain                                              | Donald Philip Larson                                     | 88 427                                                   | 31,3                                                     |
|                                                          | Write-In                                                 | Write-In                                                 | 5                                                        | 0,0                                                      |
| Total des votes                                          | Total des votes                                          | Total des votes                                          | 282 398                                                  | 100 %                                                    |
|                                                          | Les Démocrates conservent                                |                                                          |                                                          |                                                          |

### 2018
| Élection de 2018 du 9e district congressionnel de l'Ohio | Élection de 2018 du 9e district congressionnel de l'Ohio | Élection de 2018 du 9e district congressionnel de l'Ohio | Élection de 2018 du 9e district congressionnel de l'Ohio | Élection de 2018 du 9e district congressionnel de l'Ohio |
| -------------------------------------------------------- | -------------------------------------------------------- | -------------------------------------------------------- | -------------------------------------------------------- | -------------------------------------------------------- |
| Parti                                                    | Parti                                                    | Candidat                                                 | Votes                                                    | %                                                        |
|                                                          | Démocrate                                                | Marcy Kaptur (sortante)                                  | 157 219                                                  | 67,8                                                     |
|                                                          | Républicain                                              | Steven Kraus                                             | 74 670                                                   | 32,2                                                     |
|                                                          | Write-In                                                 | Write-In                                                 | 48                                                       | 0,0                                                      |
| Total des votes                                          | Total des votes                                          | Total des votes                                          | 231 937                                                  | 100 %                                                    |
|                                                          | Les Démocrates conservent                                |                                                          |                                                          |                                                          |

### 2020
| Élection de 2020 du 9e district congressionnel de l'Ohio | Élection de 2020 du 9e district congressionnel de l'Ohio | Élection de 2020 du 9e district congressionnel de l'Ohio | Élection de 2020 du 9e district congressionnel de l'Ohio | Élection de 2020 du 9e district congressionnel de l'Ohio |
| -------------------------------------------------------- | -------------------------------------------------------- | -------------------------------------------------------- | -------------------------------------------------------- | -------------------------------------------------------- |
| Parti                                                    | Parti                                                    | Candidat                                                 | Votes                                                    | %                                                        |
|                                                          | Démocrate                                                | Marcy Kaptur (sortante)                                  | 190 328                                                  | 63,1                                                     |
|                                                          | Républicain                                              | Rob Weber                                                | 111 385                                                  | 36,9                                                     |
|                                                          | Indépendant                                              | McKenzie Levindoske (write-in)                           | 39                                                       | 0,0                                                      |
| Total des votes                                          | Total des votes                                          | Total des votes                                          | 301 752                                                  | 100 %                                                    |
|                                                          | Les Démocrates conservent                                |                                                          |                                                          |                                                          |

### 2022
| Primaire Démocrate de 2022 du 9e district congressionnel de l'Ohio | Primaire Démocrate de 2022 du 9e district congressionnel de l'Ohio | Primaire Démocrate de 2022 du 9e district congressionnel de l'Ohio | Primaire Démocrate de 2022 du 9e district congressionnel de l'Ohio | Primaire Démocrate de 2022 du 9e district congressionnel de l'Ohio |
| ------------------------------------------------------------------ | ------------------------------------------------------------------ | ------------------------------------------------------------------ | ------------------------------------------------------------------ | ------------------------------------------------------------------ |
| Parti                                                              | Parti                                                              | Candidat                                                           | Votes                                                              | %                                                                  |
|                                                                    | Démocrate                                                          | Marcy Kaptur (sortante)                                            | 32 968                                                             | 100 %                                                              |

| Primaire Républicaine de 2022 du 9e district congressionnel de l'Ohio | Primaire Républicaine de 2022 du 9e district congressionnel de l'Ohio | Primaire Républicaine de 2022 du 9e district congressionnel de l'Ohio | Primaire Républicaine de 2022 du 9e district congressionnel de l'Ohio | Primaire Républicaine de 2022 du 9e district congressionnel de l'Ohio |
| --------------------------------------------------------------------- | --------------------------------------------------------------------- | --------------------------------------------------------------------- | --------------------------------------------------------------------- | --------------------------------------------------------------------- |
| Parti                                                                 | Parti                                                                 | Candidat                                                              | Votes                                                                 | %                                                                     |
|                                                                       | Républicain                                                           | J.R. Majewski                                                         | 21 850                                                                | 35,8                                                                  |
|                                                                       | Républicain                                                           | Craig Rledel                                                          | 18 757                                                                | 30,7                                                                  |
|                                                                       | Républicain                                                           | Theresa Gavarone                                                      | 17 542                                                                | 28,7                                                                  |
|                                                                       | Républicain                                                           | Beth Deck                                                             | 2 931                                                                 | 4,8                                                                   |

| Élection de 2020 du 9e district congressionnel de l'Ohio | Élection de 2020 du 9e district congressionnel de l'Ohio | Élection de 2020 du 9e district congressionnel de l'Ohio | Élection de 2020 du 9e district congressionnel de l'Ohio | Élection de 2020 du 9e district congressionnel de l'Ohio |
| -------------------------------------------------------- | -------------------------------------------------------- | -------------------------------------------------------- | -------------------------------------------------------- | -------------------------------------------------------- |
| Parti                                                    | Parti                                                    | Candidat                                                 | Votes                                                    | %                                                        |
|                                                          | Démocrate                                                | Marcy Kaptur (sortante)                                  | 150 655                                                  | 56,6                                                     |
|                                                          | Républicain                                              | J.R. Majewski                                            | 115 362                                                  | 43,4                                                     |
| Total des votes                                          | Total des votes                                          | Total des votes                                          | 266 017                                                  | 100 %                                                    |
|                                                          | Les Démocrates conservent                                |                                                          |                                                          |                                                          |

### 2024
| Primaire Démocrate de 2022 du 9e district congressionnel de l'Ohio | Primaire Démocrate de 2022 du 9e district congressionnel de l'Ohio | Primaire Démocrate de 2022 du 9e district congressionnel de l'Ohio | Primaire Démocrate de 2022 du 9e district congressionnel de l'Ohio | Primaire Démocrate de 2022 du 9e district congressionnel de l'Ohio |
| ------------------------------------------------------------------ | ------------------------------------------------------------------ | ------------------------------------------------------------------ | ------------------------------------------------------------------ | ------------------------------------------------------------------ |
| Parti                                                              | Parti                                                              | Candidat                                                           | Votes                                                              | %                                                                  |
|                                                                    | Démocrate                                                          | Marcy Kaptur (sortante)                                            | 38 398                                                             | 100 %                                                              |

| Primaire Républicaine de 2022 du 9e district congressionnel de l'Ohio | Primaire Républicaine de 2022 du 9e district congressionnel de l'Ohio | Primaire Républicaine de 2022 du 9e district congressionnel de l'Ohio | Primaire Républicaine de 2022 du 9e district congressionnel de l'Ohio | Primaire Républicaine de 2022 du 9e district congressionnel de l'Ohio |
| --------------------------------------------------------------------- | --------------------------------------------------------------------- | --------------------------------------------------------------------- | --------------------------------------------------------------------- | --------------------------------------------------------------------- |
| Parti                                                                 | Parti                                                                 | Candidat                                                              | Votes                                                                 | %                                                                     |
|                                                                       | Républicain                                                           | Derek Merrin                                                          | 27 632                                                                | 52,5                                                                  |
|                                                                       | Républicain                                                           | Craig Riedel                                                          | 18 072                                                                | 34,3                                                                  |
|                                                                       | Républicain                                                           | Steve Lankenau                                                        | 6 946                                                                 | 13,2                                                                  |

| Élection de 2024 du 9e district congressionnel de l'Ohio | Élection de 2024 du 9e district congressionnel de l'Ohio | Élection de 2024 du 9e district congressionnel de l'Ohio | Élection de 2024 du 9e district congressionnel de l'Ohio | Élection de 2024 du 9e district congressionnel de l'Ohio |
| -------------------------------------------------------- | -------------------------------------------------------- | -------------------------------------------------------- | -------------------------------------------------------- | -------------------------------------------------------- |
| Parti                                                    | Parti                                                    | Candidat                                                 | Votes                                                    | %                                                        |
|                                                          | Démocrate                                                | Marcy Kaptur (sortante)                                  | 181 098                                                  | 48,27                                                    |
|                                                          | Républicain                                              | Derek Merrin                                             | 178 716                                                  | 47,63                                                    |
|                                                          | Libertarien                                              | Tom Pruss                                                | 15 381                                                   | 4,10                                                     |
| Total des votes                                          | Total des votes                                          | Total des votes                                          | 375 195                                                  | 100 %                                                    |
|                                                          | Les Démocrates conservent                                |                                                          |                                                          |                                                          |